# Wiesentheid

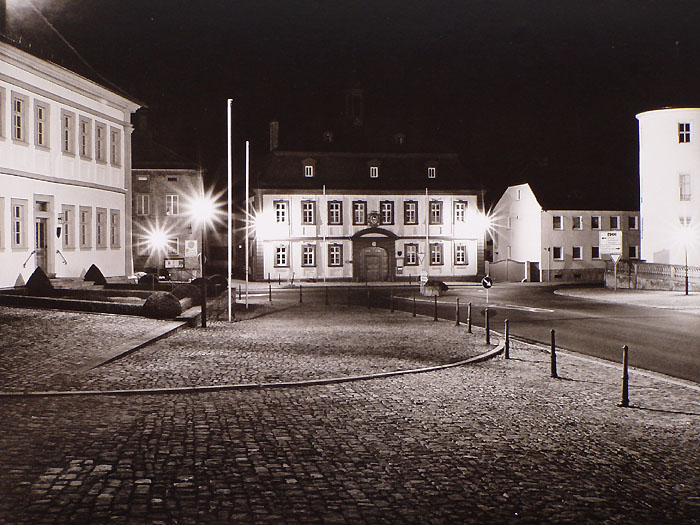
Wiesentheid nocą

Wiesentheid – gmina targowa w Niemczech, w kraju związkowym Bawaria, w rejencji Dolna Frankonia, w regionie Würzburg, w powiecie Kitzingen, siedziba wspólnoty administracyjnej Wiesentheid. Leży w Steigerwaldzie, około 15 km na północny wschód od Kitzingen, przy autostradzie A3, drodze B286 i linii kolejowej Schweinfurt - Kitzingen.

## Dzielnice
W skład gminy wchodzą następujące dzielnice: 
- Feuerbach
- Geesdorf
- Reupelsdorf
- Untersambach
- Wiesentheid

## Demografia
| Rok  | Liczba mieszkańców |
| ---- | ------------------ |
| 1970 | 3 476              |
| 1987 | 3 806              |
| 2000 | 4 696              |
| 2005 | 4 815              |

## Zabytki i atrakcje
- zamek Wiesentheid
- ulica Kanzleistrasse z zabytkowymi zabudowaniami
- ogród zamkowy w stylu angielskim
- kościół parafialny pw. św. Maurycego (St. Mauritius) wg projektu Balthasara Neumanna
- plebania
- kolumna Maryi

## Oświata
(na 1999)

W gminie znajduje się 150 miejsc przedszkolnych (ze 155 dziećmi), szkoła podstawowa (33 nauczycieli, 631 uczniów) oraz gimnazjum (w roku 2005: 59 nauczycieli, 904 uczniów, internat).

## Współpraca
Miejscowości partnerskie:
- Hagenbach, Nadrenia-Palatynat
- Rouillac, Francja